# PRESERVICA
Preservica Ltd. és una companyia de serveis de preservació digital, consultoria i investigació, que ofereix solucions per a salvaguardar i compartir continguts digitals, col·leccions i registres electrònics d'empreses i institucions públiques i privades.

## Visió general
Preservica Ltd. és una companyia independent, registrada a Anglaterra i Gal·les, estant l'oficina de registre al 22, The Quadrant, Abingdon Science Park, Abingdon, Oxfordshire, OX14 3YS UK. Preservica i la llegenda Digital Preservation són marques de Preservica Ltd. registrades i reconegudes a la Unió Europea i als Estats Units.
Preservica Ltd. va néixer el 2014 a partir de la línia de negoci Archiving Solution, de l'empresa Tessella Arxivat 2016-04-22 a Wayback Machine., una companyia internacional d'anàlisi, programari i serveis de consultoria, que va ser adquirida per Altran Arxivat 2017-06-11 a Wayback Machine. en desembre de 2015. Aquest origen, a partir d'una reeixida línia de negoci que oferia solucions de preservació digital, ha permès a Preservica Ltd disposar d'una clientela internacional composta per arxius, biblioteques, museus, governs, organitzacions i empreses. L'activitat de Preservica Ltd va més enllà dels més de 10 anys d'experiència en la preservació digital, participant també en el desenvolupament dels estàndards més importants com PRONOM, DROID i OAIS (Open Archival Information System).

## Funcionament del servei
Preservica Ltd ofereix un entorn de treball basat en OAIS, que pot ser accessible tant en el núvol com “on-premises”, és a dir, instal·lat als propis sistemes i ordinadors de l'organització. Aquest entorn, inclou les principals accions definides per l'OAIS, com per exemple la ingesta, la gestió de dades, l'emmagatzematge, l'accés, l'administració i la conservació. Incorpora un mòdul anomenat Universal Access que permet compartir de manera segura el contingut en obert dels arxius o col·leccions amb el públic. Per aconseguir-ho, utilitza l'estàndard CMIS (Content Management Interoperability Services), per a crear una interfície que permeti als usuaris interns i al públic l'accés, navegació, cerca, visió i descàrrega dels continguts arxivats mitjançant dispositius del tipus PC, Tablet o Smartphone, sense que hi sigui necessària una aplicació instal·lada. Aquesta interfície proporciona una navegació jeràrquica comprensiva, cerca avançada i edició de metadades pels especialistes en arxius.
El procés d'ingestió d'arxius es realitza mitjançant una sèrie de passos que asseguren que el contingut és preservat apropiadament, incloent la fixació, revisió de virus i caracterització dels arxius mitjançant metadades. A més també suporta fluxos d'ingestió massiva i automàtica de paquets de tipus DSpace, PastPerfect, CONTENTdm, SharePoint, Outlook, Gmail i contingut digitalitzat.
Disposa d'eines per a la gestió de dades que permeten facilitar el maneig i edició de metadades a partir d'esquemes estàndard com EAD, MODS, Dublin Core o els que l'usuari generi mitjançant esquemes XML. També permet un espai de sincronització que utilitza OAI-PMH per a compartir metadades i una integració estàndard cap als sistemes de catàleg Axiell CALM, Adlib i ArchivesSpace.

### Estratègies de preservació
Utilitza una tecnologia pròpia anomenada Active Preservation, que facilita la migració de formats obsolets per assegurar que el seu contingut roman accessible i llegible. Incorpora registres i feines de migració cap a formats estàndards com DROID, PRONOM i Linked Data Registries, permetent la migració cap a prop de 800 tipologies de format diferents, incloent arxius inclosos en contenidors tipus ZIP o WARC. A més es realitzen controls periòdics per a minimitzar els riscs de pèrdua i corrupció.
El suport i manteniment està proporcionat per un equip de professionals especialitzats en desenvolupament de software i en preservació digital, que proporcionen informació i actualització constants.

### Seguretat i administració
Preservica Ltd accepta diferents tipologies d'usuari i amb diferents drets d'accés. A més, es realitzen auditories periòdiques de seguretat que abasten totes les fases de la preservació.

### Mòduls
Preservica Ltd disposa de diferents opcions i pressupostos, adaptables a cada necessitat i que es resumeixen en els següents mòduls:
- Cloud Edition

Solució al núvol que proporciona una preservació activa i una solució d'accés al públic. Desenvolupada per a petites i mitjanes organitzacions que no volen dependre de recursos IT locals.
L'emmagatzematge de metadades es realitza en Amazon RDS, mentre que els continguts digitals s'emmagatzemen en Amazon S3 en cas de requerir-se accessos freqüents o en Amazon Glacier per a emmagatzematge de recursos a llarg termini i amb accés esporàdic.
- Standard Edition

Solució desenvolupada per a mitjanes i grans organitzacions que requereixen una preservació out of the box (d'ús immediat) que s'instal·li i gestioni internament. Permet la preservació integral en l'empresa i proporciona una solució per a l'accés públic, mitjançant un connector estàndard LDAP per a l'autentificació d'usuaris externs.
- Enterprise Edition

Solució completament personalitzable de preservació integral a l'empresa i amb possibilitat d'accés públic. Específicament pensada per a grans organitzacions que cerquen una plataforma de preservació que sigui totalment adaptada per a fluxos de treball específics.
Preservica Standard i Enterpise Edition poden emmagatzemar contingut tant en els servidors locals com en la solució al núvol, permetent un model híbrid.
Totes les edicions inclouen una aplicació anomenada Copy Home que permet preservar les col·leccions en un servidor extern FTP.

## Usuaris de Preservica
Els serveis de Preservica Ltd són utilitzats per distintes tipologies d'organitzacions arreu del món, que es classifiquen en les següents tipologies de clients:
- Organitzacions governamentals, per exemple, el Kentucky Department for Libraries & Archives, la Comissió Europea, el Swiss Federal Archives, el UK National Archives o el MoMa.
- Organitzacions de Recerca, Educatives, Biblioteques i Museus[7] com per exemple el Berea College, la Yale University Library o la Wellcome Library.
- Empreses i organitzacions no governamentals, com Unilever o HSBC.